# Candeias do Jamari
Candeias do Jamari is een gemeente in de Braziliaanse deelstaat Rondônia. De gemeente telt 17.547 inwoners (schatting 2009).